# Операція «Арбалет»

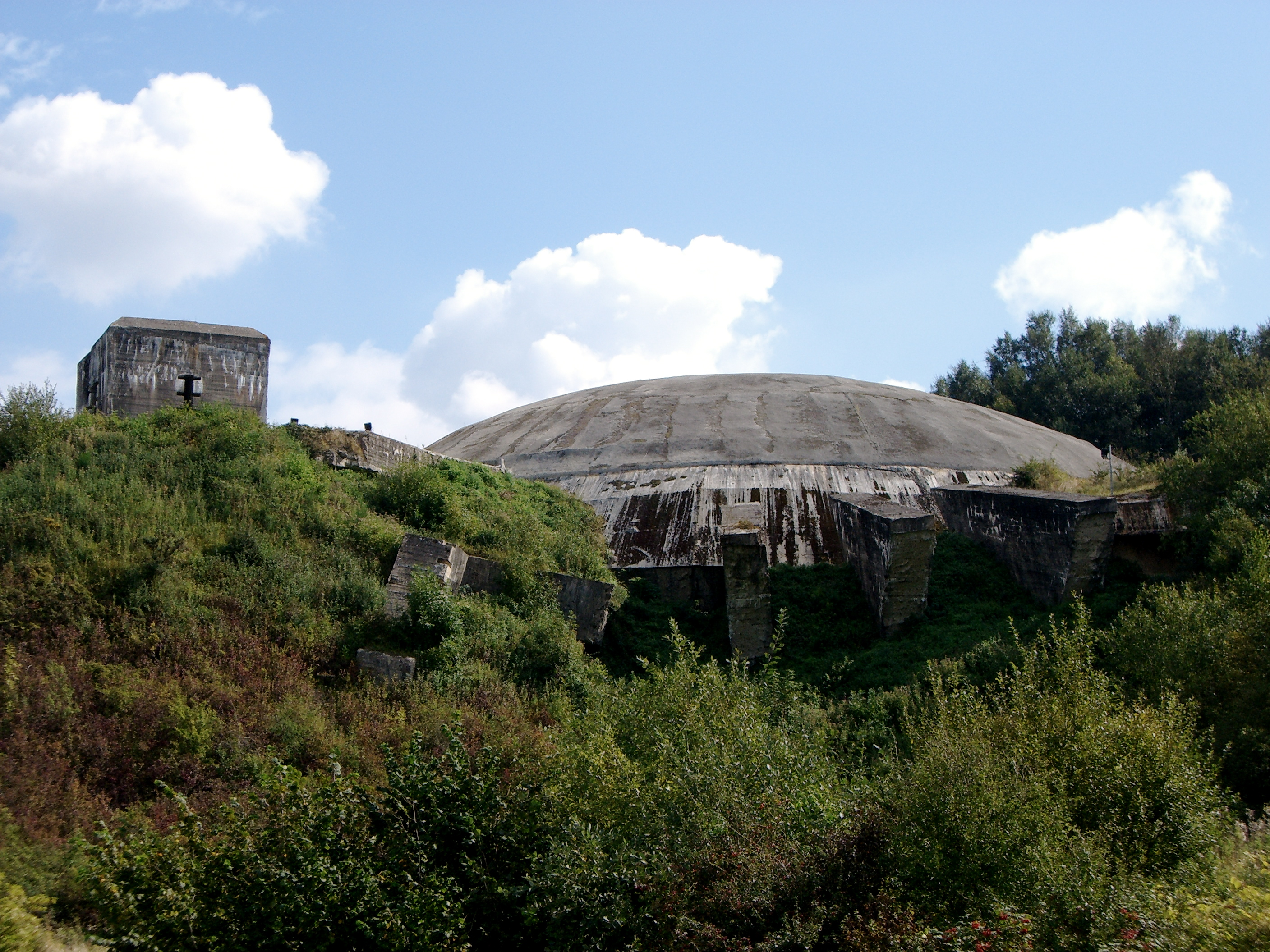
Купол Ельфо

Операція «Арбалет», операція «Кроссбоу» (англ. Crossbow — «Арбалет») — британська військова операція часів Другої світової війни зі знищення німецької зброї дальнього радіуса дії Фау-1 та Фау-2. Операція була направлена проти наукових досліджень і розробок зброї, їх виробництва, транспорту на стартові позиції та перехоплення ракет в польоті.
У червні 1942 року Німеччина почала працювати над новою секретною зброєю. Британській розвідці вперше стало відомо про цю зброю, коли 22 серпня 1942 року данський морський офіцер виявив літальний апарат, який здійснив аварійну посадку на невеликому острові між Німеччиною і Швецією. Офіцер доправив фотографію і докладний ескіз знаряддя у Велику Британію.
Британська військова розвідка через рух Опору в Німеччині виявила, що ракети були побудовані на північному сході Німеччини в Пенемюнде. Для протидії новій зброї в травні 1943 року Вінстон Черчилль наказав розпочати операцію з протидії та знищення цієї зброї. Протягом наступних кількох місяців бомбардувальна авіація скинула понад 36 000 тонн бомб на виявлені цілі та практично знищила потужності для виробництва нової зброї.

## В культурі
- Операція «Арбалет» — британський художній фільм 1965 року